# Yoshida-Doktrin
Die Yoshida-Doktrin (jap. 吉田ドクトリン, Yoshida dokutorin; engl. Yoshida Doctrine), benannt nach dem japanischen Nachkriegspremierminister Shigeru Yoshida, bildete für lange Zeit die Basis der japanischen Außenpolitik nach dem Zweiten Weltkrieg und hat auch heute Einfluss auf diese.

## Inhaltliche Ausrichtung
Hauptziel Yoshidas (japanischer Premierminister von 1946 bis 1947 und von 1948 bis 1954) war es, eine schnellstmögliche wirtschaftliche Erholung durch starke Anlehnung an die Vereinigten Staaten in Japan herbeizuführen. Alle anderen Ziele sollten dieser nachgestellt werden. Dafür nahm er eine weitgehende außenpolitische Machtlosigkeit in Kauf. Zudem war er der Ansicht, dass die Vereinigten Staaten Japan militärisch beschützen sollten und lehnte auch eine Wiederbewaffnung strikt ab. Die Japanische Armee sollte nur rudimentär wieder aufgebaut und auf keinen Fall außerhalb Japans eingesetzt werden. Eine regionale Zusammenarbeit, wie sie zum Beispiel Konrad Adenauer innerhalb der NATO unterstützte, wurde von Yoshida auch strikt abgelehnt. Um die militärische Sicherheit Japans zu gewährleisten, stellte er den Vereinigten Staaten militärische Stützpunkte zur Verfügung.

## Hintergrund zum Inhalt
Yoshidas strike Ablehnung der Wiederbewaffnung beruhte nicht auf pazifistischen Ansichten. Er galt eher als nationalistisch und seine Politik verfolgte auch nationale Interessen. Durch eine völlige Konzentration auf den wirtschaftlichen Wiederaufbau und technologische Fortschritte sollte es Japan wieder gelingen, einen höheren Rang in der Weltpolitik zu erreichen, wenn möglich einen Status ähnlich dessen der Vorkriegszeit. Die Doktrin mit ihrer Sonderstellung der wirtschaftlichen Stärke bildete dann auch die Basis für folgende japanische Regierungen bis zum Ende des Kalten Krieges (mit Ausnahme der Nakasone-Regierung zwischen 1982 und 1987), obwohl sie Japan nicht den erhofften Anerkennungsgewinn einbrachte. Japan wurde international trotz seines immensen wirtschaftlichen Reichtums zurückhaltend als „große“ Nation anerkannt, nicht zuletzt da sie militärisch auf amerikanischen Schutz angewiesen war.